# Идштайн (замок, Гессен)
Идштайн (нем. Burg Idstein) — средневековый замок на вершине холма. В эпоху Ренессанса реконструирован в дворцово-замковый комплекс. Расположен в городе Идштайн в районе Рейнгау-Таунус в земле Гессен, Германия. Долгое время замок был главной резиденцией линии Нассау-Идштайн старинного и влиятельного Нассауcкого дома.

## История

### Ранний период
Вероятно первые укрепления в данном месте появились ещё в XI веке на скалистом гребне в центре старинного поселения. Предполагаемым основателем крепости стал граф Удальрих фон Идштайн, который, как считается, был братом епископа Вормса Адальберта II.
Ряд исследователей, в частности историк Рудольф Кнаппе, считает, что Удальрих фон Идштайн принадлежал к дому Нассау. 
В 1101 и 1102 годах замок был записан в нотариальных документах  под названием Этихештайн (Etichestein). Но позднее это имя трансформировалось в современное Идштайн. Предположительно, первоначальная эта имперская вотчина была передана в состав Майнцкого курфюршесnва (между 1115 и 1123 годами). Именно архиепископы Майнца передали замок и его окружающие его земли в феодальное владение графам Лауренбургским, которые являются предкам Дома Нассау.
В 1255 году, когда впервые произошло разделение рода Нассау, Идштайн перешёл к Вальрамской линии, основателем которой стал Вальрам II. В свою очередь замок превратился в одну из главных резиденций рода. (и оставался в этом статусе до 1721 года). Адольф фон Нассау, который позже стал королём Германии, получил в 1287 году по воле своего сюзерена Рудольфа фон Габсбурга право даровать поселению вокруг замка статус города. Это давало жителям значительные привилегии.
В 1355 году при следующем разделении Дома Нассау замок Идштайн перешёл к графу Герлаху I Нассау, сыну Адольфа фон Нассау. Герлах I расширил и укрепил замок.
Позднее род Нассау разделился рода на линии Висбаденскую и Идштайнскую.

### Эпоха Ренессанса
Реформатская церковь постепенно была введена, начиная с 1542 года, графом Филиппом Старшим, хотя тот и оставался католиком. Его сыновья — Филипп II (1558–1566) и Бальтазар (1566–1568) — смогли владеть и управлять замком весьма непродолжительное время. Новым собственником комплекса стал сын Бальтазара по имени Иоганн Людвиг I (1568–1596). До 1588 года он находился под опекой графов Саарбрюккена, а затем линии Нассау-Вайльбург.
Линия Нассау-Идштайн пресеклась в 1605 году со смертью Иоганна Людвига II († 9 июня 1605 года). После этого замок перешёл в собственность Людвига II фон Нассау-Вайльсбург.
От Средневековья в замке сохранилось только старое здание местного суда, замковые ворота XV века, резиденция и бергфрид, который был перестроен и укреплён в качестве главной башни около 1400 года.
Чуть ниже по склону располагался форбург, который стал самостоятельной крепостью по отношению в верхнему замку. До 1810 года в это комплекс был окружён четырьмя угловыми башнями, а в центре находилось сооружение с высоким шпилем. Прозвище Хексентурм (башня ведьм) за этим комплексом закрепилось только в 1910 году. Хотя людей, которых обвиняли в колдовстве, вероятно, никогда не содержали в тюрьму этой башни. Устойчивая легенда возникла после публикации рассказов писателя Оттокара Шуппса (1834–1911).

### Новое время

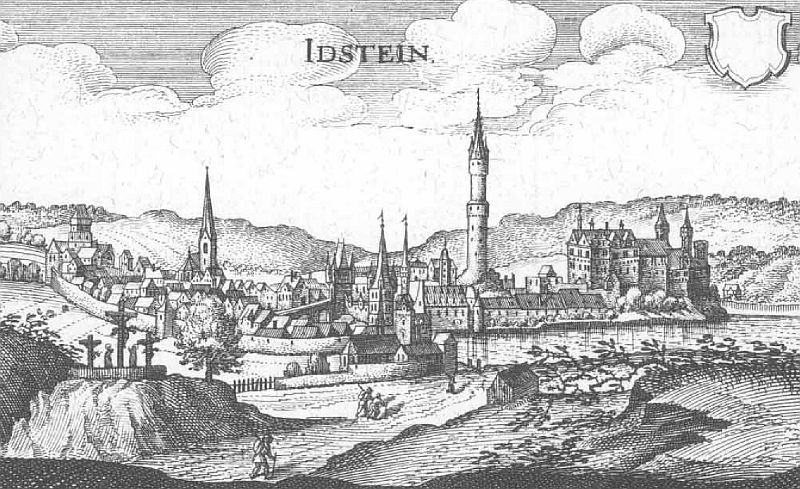
Замок на рисунке 1655 года

Людвига II фон Нассау-Вайльсбург в 1614 году начал масштабную реконструкцию замка. В результате возник дворцово-замковый комплекс в стиле эпохи Возрождения. При этом значительная часть старых зданий была снесена или радикально реконструирована. После смерти Людвига II его сын граф Иоганн фон Нассау-Идштайн продолжил работы. В целом строительство завершилось в 1634 году. При этом при Иоганне возникла ещё одна линия Нассау-Идштайн и владения пришлось разделить.
Граф (а с 1688 года князь) Георг Август фон Нассау-Идштайн оказался последним представителем линии Нассау-Идштайн. Во время его правления к 1714 году были завершены работы по перестройке комплекса и по созданию роскошных интерьеров в стиле барокко. Главным архитектором очередной реконструкции выступил Иоганн Максимилиан фон Вельш. За лепные работы в главных залах отвечал Карло Мария Поцци. Изображения на потолке и часть картин нарисовали художники Валентин Давид Альбрехт и Лука Антонио Коломба.
После смерти 26 октября 1721 года князя Георга Август фон Нассау-Идштайн замок вошёл в состав графства Нассау-Отвайлер. В 1728 года владельцами комплекса стали правители графства Нассау-Саарбрюккен, а с 1740 года графы Нассау-Узинген. С 1728 года в зданиях замка размещался архив Вальрамской линии Дома Нассау.

### XIX век

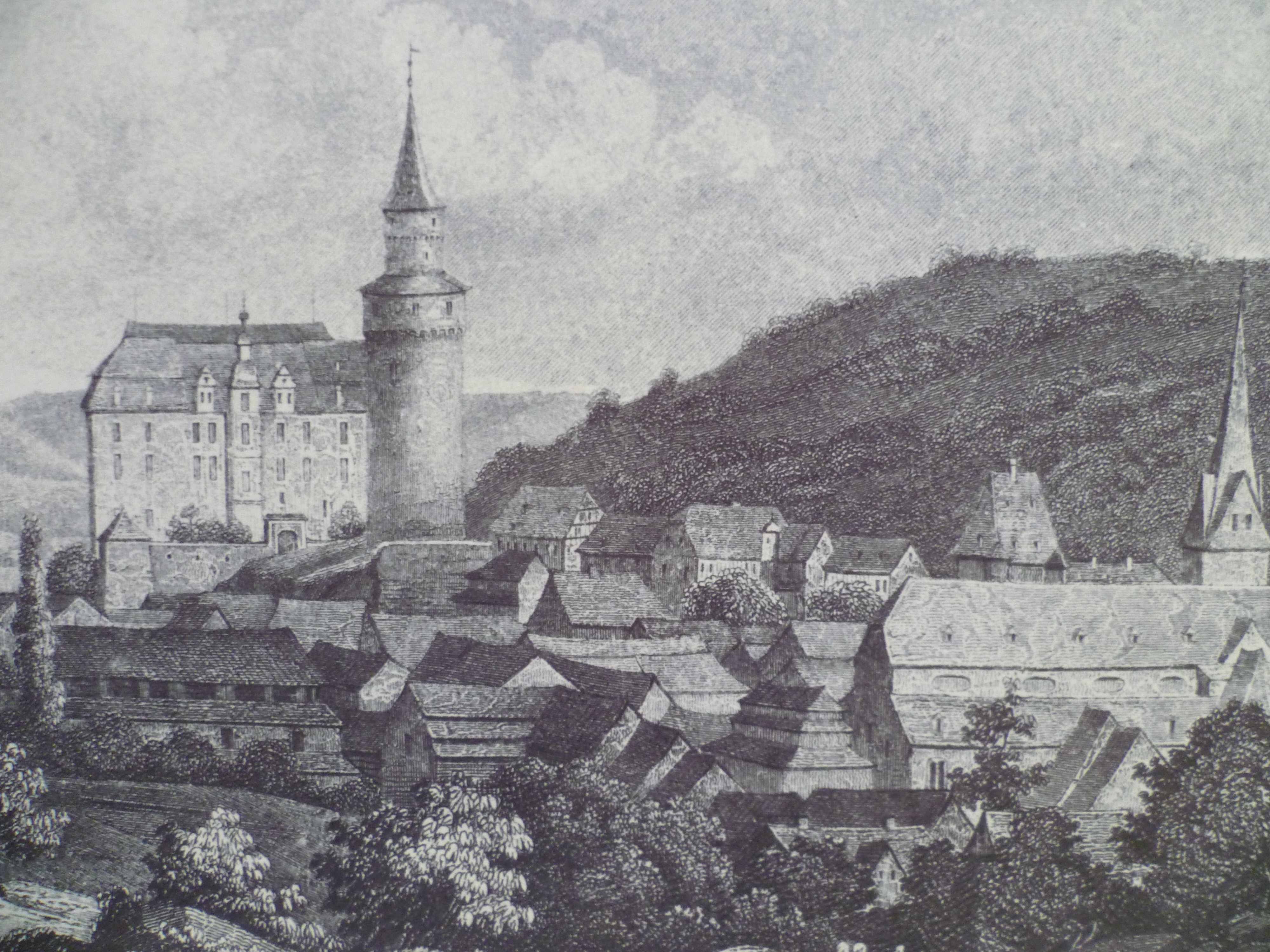
Замок на рисунке 1835 года

В 1806 году владения рода Нассау-Узинген были преобразованы в герцогство Нассау. Однако на долгие десятилетия замок Идштайн из жилой резиденции превратился в архив. Примерно с 1816 года это был Центральный архив герцогства Нассау. Позднее, после аннексии герцогства Прусским королевством в 1867 году его учреждение переименовали в Королевский прусский государственный архив административного района Висбаден. Это был предшественник сегодняшнего Главного государственного архива земли Гессен. В 1881 году почти все документы перевезли в Висбаден.

### XX век

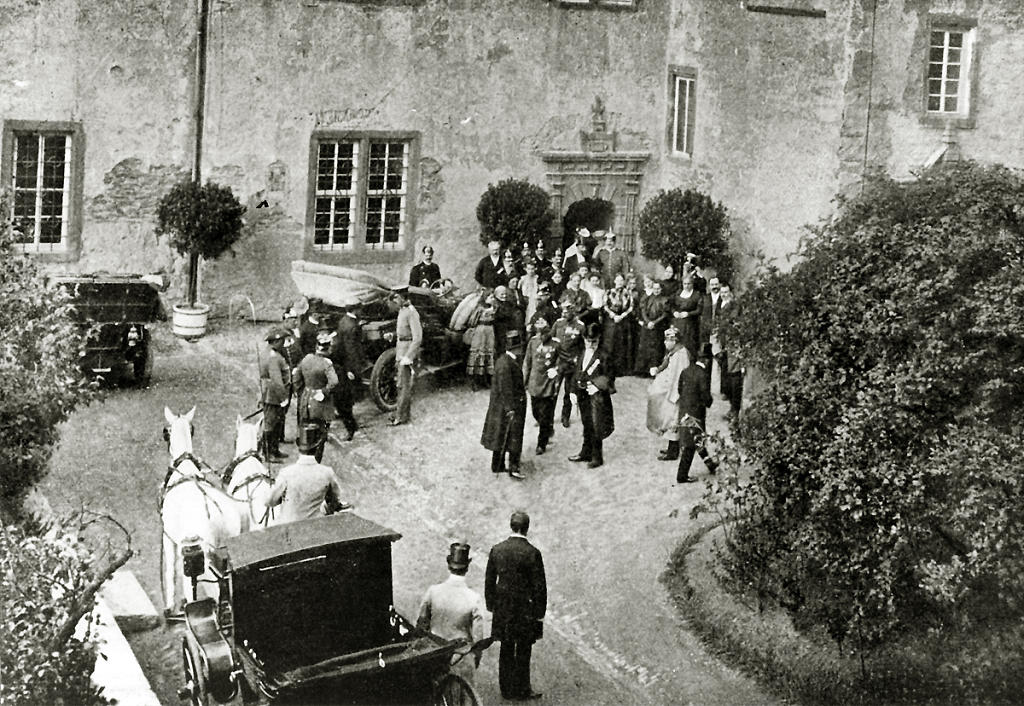
Прибытие в замок в 1905 году военного министра Карла фон Эйнема

Недолго пустовавший замок с 1905 года стал домом отдыха для высших чинов прусской королевской армии.
После Первой мировой войны в замке размещались солдаты французского оккупационного корпуса.
Во время Второй мировой войны замок сначала служил резервным госпиталем, а с 1942 года и до завершения боевых действий о здесь находился педагогический институт для подготовки учителей начальных школ. С 1946 года в замке размещалась школа Песталоцци города Идштайн.
С 1988 по 1992 год замок был тщательно реставрирован. Главное здание было расширено и к нему пристроили двухэтажные строения гимназии.

## Современное использование
Школа Песталоцци до сих пор находится в замке. В настоящее время это гимназия районе Рейнгау-Таунус. Весь замковый комплекс теперь принадлежит городу Идштайн и используется для нужд образования и в административных целях.

## Описание замка
Двухкомпонентная система комплекса сегодня состоит из замковой территории (бывший внешний двор в северной части) и верхнего замка (в южной части). Многие здания сохранили облик с XVI века. В средние века скала, на которой построен замок, с трёх сторон имела отвесные стены. Доступ к крепости был возможен только из города через единственные ворота. Непосредственно внутрь комплекса вёл 20-метровый каменный мост над глубоким рвом из форбурга. Рядом с замком имелся небольшой ренессансный сад.

### Бывший форбург (южный замок)
Дворцовая резиденция представляет собой здание-образной формы. Его построили братья Пост и Генрих Хёры в 1614–1634 годах. Внутренний двор (на сегодняшний день здесь возведены три крыла гимназии) оставался открыт в западном направлении.
Главное южное крыло из трёх секций представляет собой прямоугольник с башней и высоким восьмиугольным шпилем стиле барокко. Саму башню обрамляют два больших фронтона. К западу от неё находится главный фасад в стиле ренессанса с рифлеными пилястрами и большим гербом графа Иоганна фон Нассау-Идштайна, который создали около 1630 года. В западной части южного крыла находится бывшая часовня, построенная в 1718 году и украшенная расписными потолками.
В северо-восточном углу находится квадратная лестничная башня с двускатной крышей.
Первый этаж северного крыла, увенчанный крутой двускатной крышей, представляет собой просторный рыцарский зал с четырьмя круглыми колоннами посередине, которые поддерживают купольные своды. Основания колонн восьмиугольные, капители квадратные и сделаны в стиле, который напоминает романский.

### Бывшая цитадель
Изначально здесь (с XI века) находилась крепость и все главные сооружения. В XVI веке в ходе радикальной реконструкции бывшая цитадель оказалась перестроена для административных нужд. Это П-образный ансамбль из нескольких фахверковых зданий на каменном фундаменте с декоративными фронтонами. Большинство построек имеют крупные арочные входные двери. За зданием старого окружного суда в западной части крепости находится башня Хексентурм.

### Замковые ворота
Нынешнее здание с главными воротами (известное как «Старая канцелярия») было построено около 1497 года при графе Филиппе I Старшем. Это был внушительные и представительные ворота с многоэтажными пристройками, которые вели в бывший графский замок со стороны города. Через них внутрь в 1502 году въезжал император Священной римской империи Максимилиан I Габсбург.
Ворота оставались главным и единственным входом в замок на протяжении долгих веков. А в надвратном здании размещались различные административные службы: земельный реестр, бухгалтерская администрация, придворная палата и др. Некоторое время это здание тюрьмой, включая камеру пыток. И здесь же нашлось место для небольшого театра для княжеской семьи.
С 1981 года здесь проходили заседания муниципальных комитетов, а также был организован зал для торжественных приёмов и свадебных церемоний.
Герб со львами Дома Нассау находится на внешней стене. С обратной стороны видны два входа внутрь. Небольшая дверь на боковой лестнице предназначалась для заключённых, а богато украшенная лестница для чиновников.

## Галерея

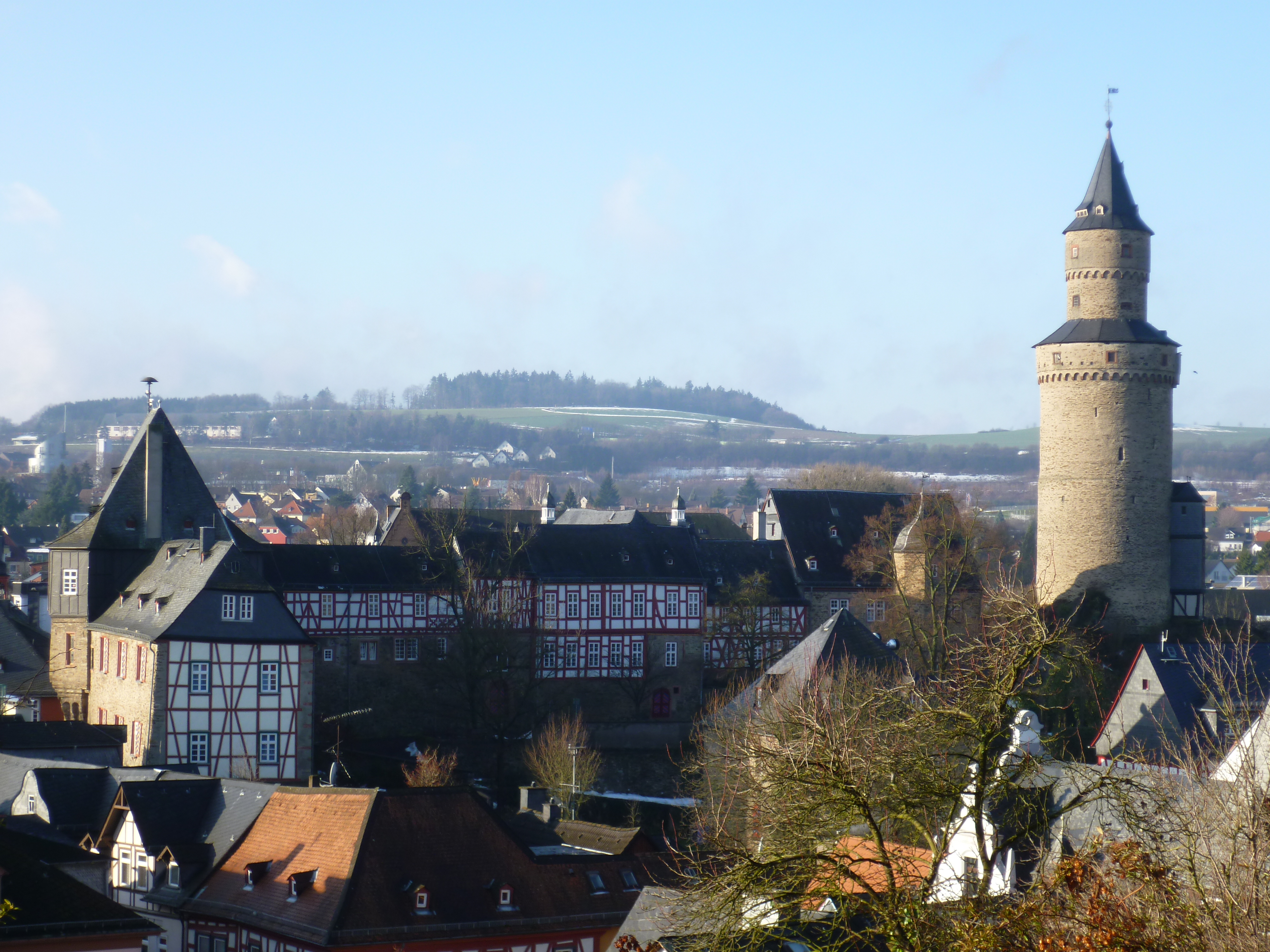
Общий вид верхнего замка
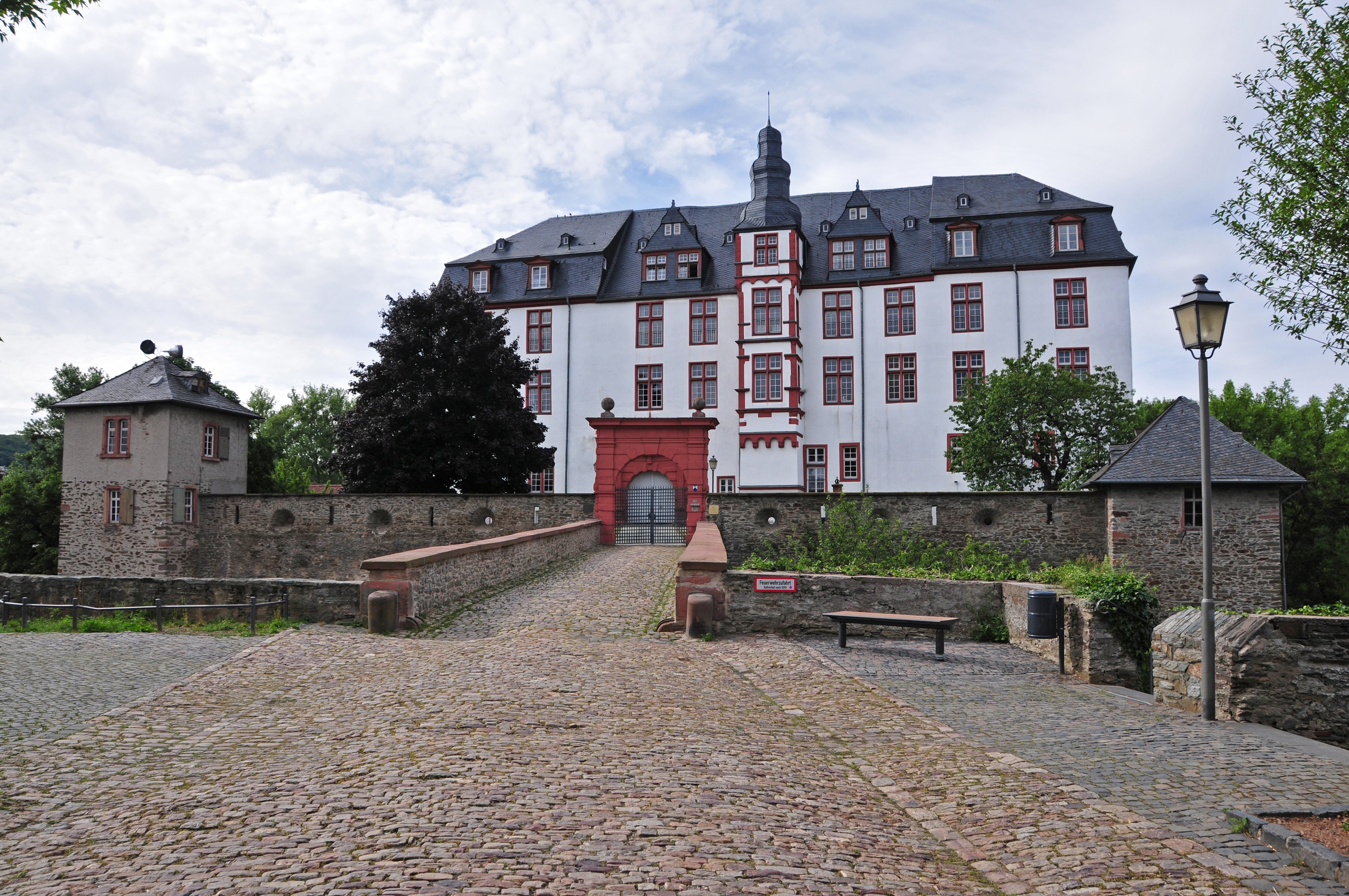
Резиденция нижнего замка (бывший форбург)
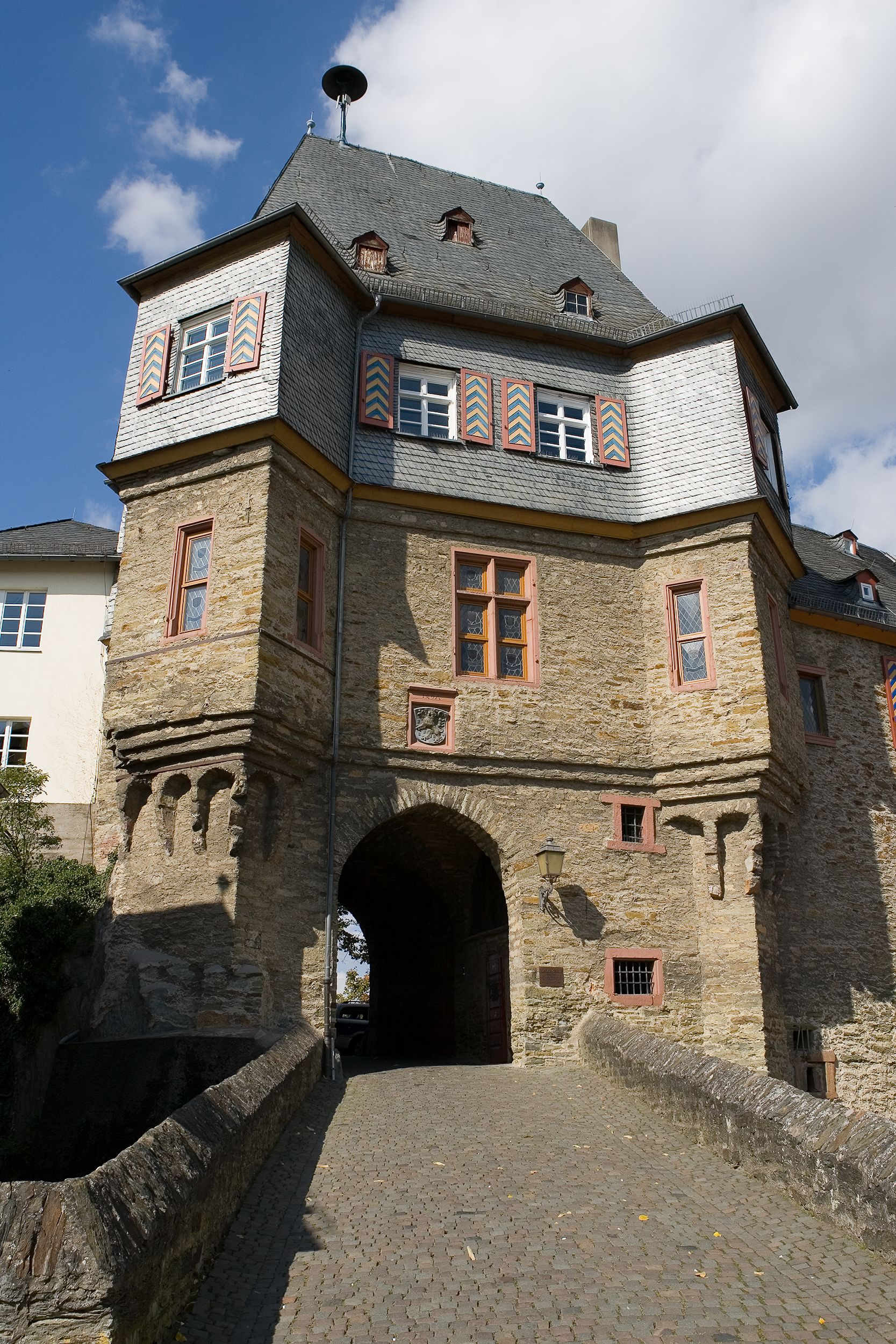
Замковый ворота
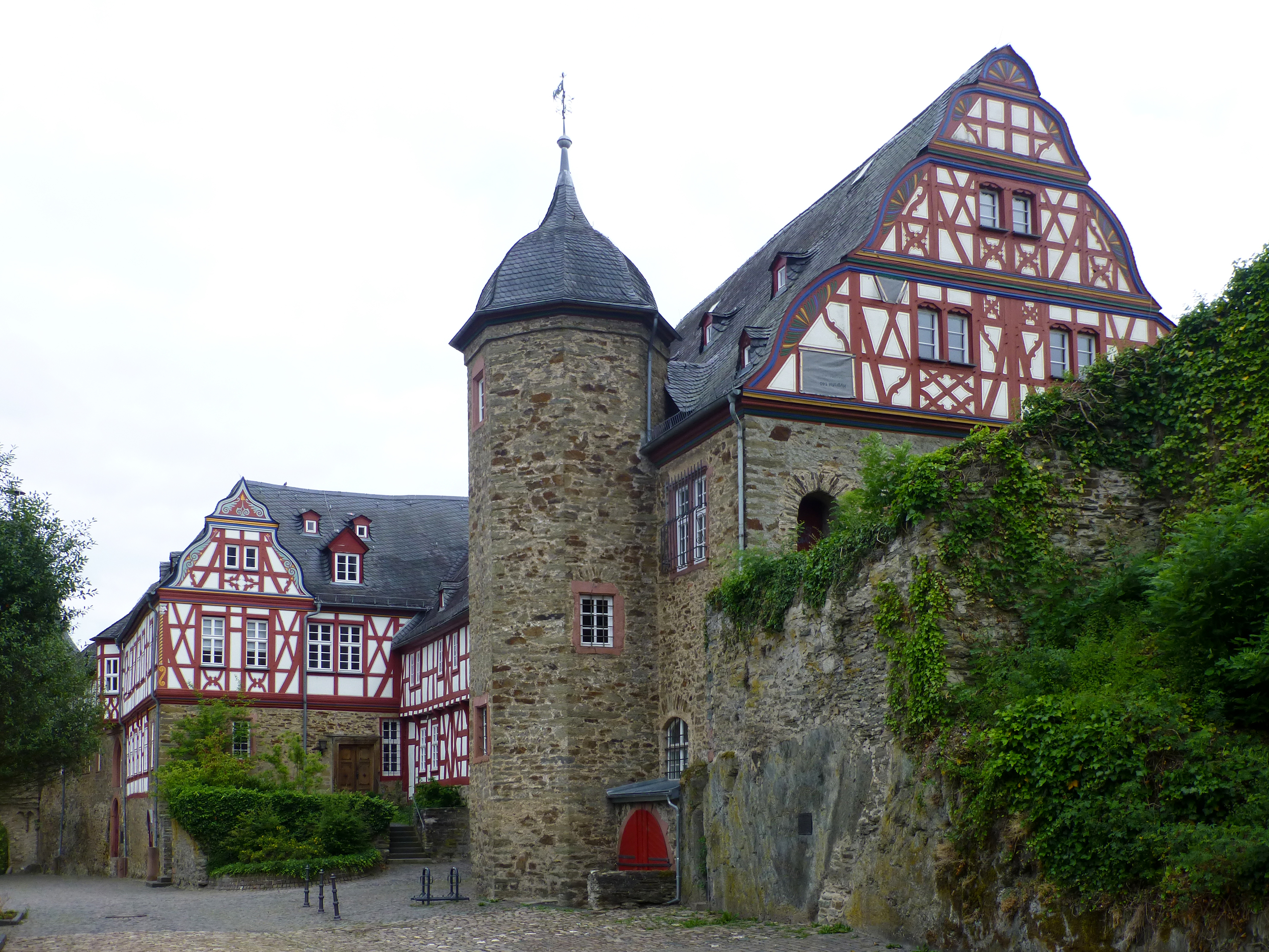
Лестничная башня
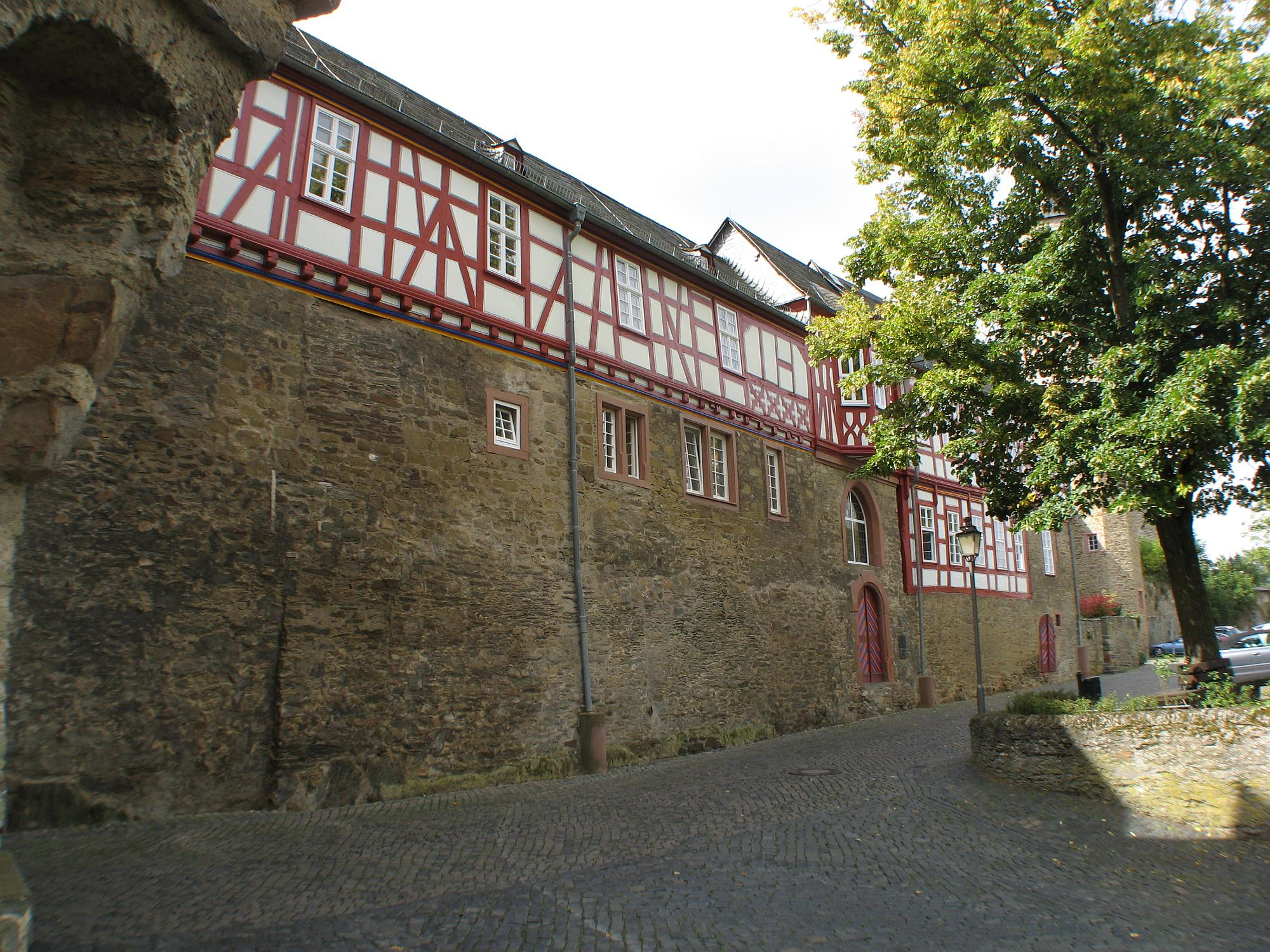
Бывшая внешняя стена